# 永山勝教
永山 勝教（ながやま よしあき、1947年（昭和22年）5月15日 - ）は、日本の銀行家。元七十七銀行代表取締役副頭取。岩手県出身。

## 略歴
- 1971年（昭和46年） - 福島大学経済学部卒業後、七十七銀行入行
  - 以降、ニューヨーク支店長、国際部長等を歴任する。
- 1997年（平成9年） - 取締役営業推進部長委嘱
- 1999年（平成11年） - 取締役東京支店長委嘱
- 2001年（平成13年） - 取締役総合企画部長委嘱
- 2003年（平成15年） - 常務取締役国際部長委嘱
- 2006年（平成18年） - 専務取締役
- 2008年（平成20年） - 代表取締役専務
- 2010年（平成22年） - 代表取締役副頭取
- 2017年（平成29年） - 取締役監査等委員（常勤）